# Contadero
Contadero là một khu tự quản thuộc tỉnh Nariño, Colombia. Thủ phủ của khu tự quản Contadero đóng tại Contadero Khu tự quản Contadero có diện tích 34 ki lô mét vuông. Đến thời điểm ngày 28 tháng 5 năm 2005, khu tự quản Contadero có dân số 6204 người.